# Kick Master
Kick Master — японская видеоигра в жанрах beat ’em up и платформер, разработанная компанией KID и изданная корпорацией Taito эксклюзивно для игровой приставки Nintendo Entertainment System. Была выпущена в США в январе 1992 года. Впоследствии, игра была незаконно выпущена ещё в нескольких странах, в частности, в Бразилии. В Японии, на родине создателей игры, она официально так и не была выпущена.
История описывает приключения Тонолана, молодого мастера боевых искусств, отправившегося на поиски злого колдуна, чтобы отомстить за убитого брата и спасти похищенную принцессу. По ходу игры герой, убивая врагов, приобретает опыт и получает новые умения. Геймплей во многом напоминает такие игры как Power Blade, Castlevania и Ninja Gaiden. Игрок ведёт персонажа через восемь локаций, включающих в себя даже такие довольно экзотические места как палуба корабля, и прохождение каждой локации завершается схваткой с одним или несколькими боссами. С помощью ударов ногами и магических артефактов главный герой побеждает встречающихся на пути противников.
Игра удостоилась положительных отзывов от игровой прессы за хорошо проработанную графику, но большого внимания игроков к себе не привлекла, поскольку она вышла уже после начала продаж Super NES и Sega Mega Drive — приставок нового поколения, и внимание игроков было привлечено возможностями 16-битных игр.

## Игровой процесс
Игрок управляет Тоноланом, главным героем игры. Экран движется лишь вперёд, лишая тем самым игрока свободы выбора направления движения и возможности возвращаться в посещённые ранее локации. В самом начале ему доступны лишь три варианта удара ногой (обычный, нижний и удар вверх). По мере прохождения игры, герой может изучать новые приемы, повышая свой уровень, а также изучать различные магические заклинания. Повышение уровня происходит наборе определенного количества специальных баллов, даваемых при сборе магических артефактов, которые выпадают из убитых врагов. Предметов, как правило, выпадает три штуки, но они исчезают довольно быстро, в связи с чем, игрок редко успевает схватить все три предмета.

### Управление
Управление в игре создавалось с расчётом на стандартный игровой контроллер NES. Крестовина управляет направлением движения персонажа (вперёд или назад), направлением атаки (вверх или вниз), а также с её помощью выполняются различные удары ногой.
Кнопка «A» отвечает за прыжок персонажа, кнопка «B» — за удар ногой. Кнопка «Start» приостанавливает игру на паузу, вызывая при этом экран выбора магического заклинания (выбор которого осуществляется по нажатию кнопки «A»). Кнопка «Select» активирует выбранное заклинание (для некоторых атакующих заклинаний предусмотрена возможность корректировка направления атаки при помощи крестовины).

### Игровой интерфейс

Игровой экран Kick Master

В нижней части игрового экрана отображаются два счётчика: EX (опыт, от англ. Experience) и MP (магическая сила, от англ. Magic Power). Опыт показывает количество баллов, заработанное игроком и необходимое количество баллов для достижения следующего уровня (это происходит при наборе 1000 баллов). Счётчик опыта растёт при взятии специальных артефактов, именуемых Experience Awards (рус. Награда опытом).
Счётчик магической силы показывает количество магических баллов, доступное для использования магических заклинаний, а также максимально возможное количество магических баллов (равно 100 баллам). Каждое применение заклинания тратит определённое количество магических баллов. В начале игры счётчик нулевой и растёт при взятии специальных артефактов, именуемых MP Bottles (рус. Бутылочки с магической силой).
Картинка справа от счётчиков отображает символ заклинания, выбранного в данный момент. По умолчанию или при отсутствии выбранного заклинания отображается символ с вопросительным знаком.
Параметр Lev, расположенный правее, показывает текущий уровень опыта персонажа. Число рядом с головой Тонолана, отображаемой ниже, указывает количество оставшихся жизней персонажа. В начале игры у персонажа есть две запасные жизни, но при гибели персонажа их количество уменьшается.
Счётчик HP (количество нанесённых ударов герою, от англ. Hit Points) показывает текущий уровень здоровья персонажа. Каждый раз, когда противник наносит удар персонажу, полоска данного счётчика уменьшается. Счётчик растёт при взятии специальных артефактов в виде сердца или при использовании заклинания Life Up (рус. Оживление). При достижении нового уровня к максимальному значению счётчика добавляется ещё одно деление, но уровень здоровья при этом не восполняется.
Счётчик EN (количество нанесённых ударов противнику, от англ. Enemy) показывает текущее здоровье противника. Счётчик предназначен для отображения здоровья боссов уровней и заполняется только при встрече с ними.

### Пароли
Сохранения в игре не были предусмотрены, но была введена система паролей, которые пользователь должен был набирать в специальном окне, вызываемом из стартового окна игры. При помощи паролей запоминается локация, уровень опыта персонажа, собранные заклинания, количество магических баллов и жизней. При этом количество очков опыта, общий счёт и здоровье не запоминаются.

## Сюжет
Тонолан — самый младший из мастеров боевых искусств, когда-либо удостаивавшихся этого титула. Вместо того, чтобы стать одним из рыцарей Короля, как его брат Макрен, Тонолан предпочёл остаться у своего старого учителя Тасдана и продолжить обучение.
Всё идёт своим чередом, пока однажды неожиданно не прибывает тяжело раненый Макрен и не рассказывает ужасающую историю. Король и Королева зверски убиты, Принцесса Силфи похищена, а все рыцари Короля уничтожены. Злобный колдун Белзед со своей армией кошмарных существ вероломно напал на их королевство Лоурел. И теперь вся надежда осталась лишь на Тонолана.
Макрен и Тонолан отправляются в долгое путешествие чтобы отомстить Белзед и освободить Принцессу. Братья начинают свой поход в Ведьмином Лесу, расположенном на окраине королевства Лоурел. Но в первой же битве против скелетов — злобных солдат Белзед — раненый Макрен гибнет. Умирая, он умоляет Тонолана использовать свои познания в боевых искусствах для того, чтобы спасти Принцессу. Тонолан, потрясённый гибелью брата, клянётся отплатить Белзед за смерть Макрена.
Так Тонолан остался один на один с полчищами Белзеда. На своём пути он сражался с могучей ведьмой Друиллой, в бою с которой магия Тонолана победила магию ведьмы. В пещерах он победил Наездницу Волков, в Первом замке Белзед Тонолан бился с Крылатым лидером, а потом ещё со многими ужасными чудовищами. Тем не менее, боевые навыки и упорство помогли Тонолану добраться до Белзеда и уничтожить его. А после его смерти Тонолан, со спасённой Принцессой Силфи на руках, при помощи магических крыльев полетел домой, в своё родное королевство Лоурел.

## Саундтрек
Музыка для игры была написана двумя композиторами: Нобуюки «Shiochan» Сиодой и Такахамой (в титрах указан как «Takaha»). Официально саундтрек никогда не издавался, но в Интернете доступны композиции (с нарушением авторских прав), полученные непосредственно из образа игрового картриджа. В 2010 году российская группа FamicomBit записала кавер-версию на микс из нескольких музыкальных тем игры. Кавер-версия вошла в состав альбома «Virus Propagation», который был выложен в Интернет для бесплатного скачивания.

## Отзывы и критика
| Иноязычные издания | Иноязычные издания |
| Издание            | Оценка             |
| ------------------ | ------------------ |
| AllGame            | [ 10 ]             |

Одна из первых рецензий была опубликована в 27 номере журнала Nintendo Power, вышедшем в августе 1991 года. В ней игру сравнили с предыдущей игрой Taito — Power Blade, в которой главный герой, живёт в высокотехнологическом будущем и использует в бою различные виды бумерангов, тогда как в Kick Master герой — житель сказочного королевства, а из оружия — лишь его собственные ноги и навыки в боевых искусствах. Кроме того, по графике и геймплею Kick Master сравнивался с играми Low G Man: The Low Gravity Man и G.I. Joe (игра, 1991), изданными компанией Taxan незадолго до выхода Kick Master. При этом, несмотря на то, что комбинация «магия + боевые искусства» использовалась в играх и раньше (например, в игре Ninja Gaiden, вышедшей в декабре 1988 года), но в Kick Master события разворачиваются в сеттинге, который больше ориентирован на западную культуру, нежели на восточную.
В следующем, 28-м номере Nintendo Power была опубликована большая обзорная статья, посвящённая Kick Master. В ней, в частности, графика и звук были оценены в 3 балла (из пяти возможных), управление — в 3,8 балла, интересность — 3,5 балла, атмосфера и способность развлекать — в 3,4 балла.
В России информацию об игре опубликовал игровой журнал «Великий Dракон», в 49-м выпуске (2000-й год) которого игра заняла первое место в объединённом хит-параде игр для NES по результатам голосования читателей в предыдущих номерах журнала. В следующем номере (50-м) было опубликовано прохождение игры, в котором игра Kick Master была охарактеризована как «очень хорошая игра с хорошей для восьмибитки графикой и отличным музыкальным сопровождением». Кроме того, при описании игры делался акцент на увлекательность игрового процесса.
Портал Gaming Sanctuary в качестве достоинств игры отмечает детализированную графику с великолепным дизайном врагов и боссов, большое количество атак и приёмов, возможность улучшать характеристики персонажа, убивая врагов и собирая различные предметы, но при этом отмечает и недостатки, а именно: не слишком удобное управление, не слишком продуманная система применения магии и довольно завышенная сложность для новичков.
В рецензии портала GameFAQs отмечается неплохая графическая составляющая игры, хорошая анимация ударов ногой главного героя, а также и его противников (хотя и не всех), а также потрясающий саундтрек. В качестве недостатков отмечается непродуманность функциональности заклинаний (некоторые заклинания, по мнению автора рецензии, просто не нужны), не совсем продуманное управление и затянутость игры.
Схожее мнение выразил и Джейсон Хоган в своей рецензии для портала Nintendo Player. По его мнению, графика в игре «просто восхитительна», звук потрясающ, но имеют место некоторые условности игры и плохо анимированная ходьба главного героя.
Энди Слэвен в своей книге Video Game Bible отметил, что «детализированный фон и анимация персонажа выделяют данный сайд-скролл-файтинг среди большинства подобных игр».